# The Roots
The Roots is een Amerikaans hiphopgroep uit Philadelphia.

## Bezetting
De groep bestaat uit:
- Black Thought - rap
- Questlove (?uestlove) - drums
- Kamal Gray - keyboard
- F. Knuckles - percussie
- Captain Kirk Douglas - gitaar
- Damon "Tuba Gooding Jr." Bryson - sousafoon
- Owen Biddle - basgitaar

## Carrière
De wortels van de live-instrumentatie van The Roots liggen in 1987 toen rapper Black Thought (Tariq Trotter) en drummer Questlove (Ahmir Khalib Thompson) vrienden werden op hun gezamenlijke High School in Philadelphia. Spelend in en rond de school en later op talentenjachten (Questlove op drums om de rhymes van Black Thought te begeleiden) begon het duo geld te verdienen en maakten ze kennis met bassist Hub (Leonard Hubbard) en rapper Malik B.
Nadat ze van de straat naar de lokale clubs gingen werd the Roots een hoog aangeschreven undergroundact in Philadelphia en New York. Toen hun werd gevraagd hiphop te vertegenwoordigen voor een concert in Duitsland besloten ze een album op te nemen om te verkopen bij shows. Het resultaat, Organix, werd in 1993 uitgegeven door Remedy Records. Met een muziekindustrie die hen nauwlettend in de gaten hield kreeg The Roots verscheidene aanbiedingen van labels voor ze besloten te tekenen bij DGC Records in 1993.
Tegenwoordig zijn ze de vaste huisband van de Amerikaanse "The Tonight Show " die gepresenteerd wordt door Jimmy Fallon.
In juli 2020 overleed Malik B (Malik Baset) op 47-jarige leeftijd.

## Discografie

### Albums
| Album met eventuele hitnotering(en) in de Nederlandse Album Top 100 | Datum van verschijnen | Datum van binnenkomst | Hoogste positie | Aantal weken | Opmerkingen     |
| ------------------------------------------------------------------- | --------------------- | --------------------- | --------------- | ------------ | --------------- |
| Things fall apart                                                   | 1999                  | 13-03-1999            | 92              | 4            |                 |
| Phrenology                                                          | 2003                  | 12-04-2003            | 54              | 10           |                 |
| The tipping point                                                   | 11-07-2004            | 17-07-2004            | 44              | 8            |                 |
| Game theory                                                         | 25-08-2006            | 02-09-2006            | 78              | 2            |                 |
| Rising Down                                                         | 2008                  | 2008                  |                 |              |                 |
| How I got over                                                      | 25-06-2010            | 03-07-2010            | 33              | 6            |                 |
| Wake up!                                                            | 17-09-2010            | 25-09-2010            | 6               | 20           | met John Legend |
| Undun                                                               | 2012                  | 02-12-2011            |                 |              |                 |
| ...And then you shoot your cousin                                   | 2014                  | 19-05-2014            |                 |              |                 |

| Album met hitnotering(en) in de Vlaamse Ultratop 200 albums | Datum van verschijnen | Datum van binnenkomst | Hoogste positie | Aantal weken | Opmerkingen     |
| ----------------------------------------------------------- | --------------------- | --------------------- | --------------- | ------------ | --------------- |
| The tipping point                                           | 2004                  | 31-07-2004            | 51              | 8            |                 |
| How I got over                                              | 2010                  | 10-07-2010            | 86              | 1            |                 |
| Wake up!                                                    | 2010                  | 02-10-2010            | 57              | 3            | met John Legend |

### Singles
| Single met eventuele hitnotering(en) in de Nederlandse Top 40 | Datum van verschijnen | Datum van binnenkomst | Hoogste positie | Aantal weken | Opmerkingen                                                         |
| ------------------------------------------------------------- | --------------------- | --------------------- | --------------- | ------------ | ------------------------------------------------------------------- |
| You got me                                                    | 1999                  | 06-03-1999            | tip3            | -            | met Erykah Badu / #46 in de Single Top 100                          |
| The seed (2.0)                                                | 2003                  | 03-05-2003            | 35              | 2            | met Cody ChesnuTT / #31 in de Single Top 100                        |
| Wake up everybody                                             | 02-08-2010            | 04-09-2010            | 16              | 10           | met John Legend, Common en Melanie Fiona / #21 in de Single Top 100 |